# Leone (rappeur)
Pour les articles homonymes, voir Leone.
Leone, de son vrai nom Lionel Sonde, est un rappeur et chanteur français né le 25 mai 1995 à Rouen (Seine-Maritime).

## Biographie

### Débuts
Leone débute le rap en seconde avec ses amis du lycée mais le cache à ses proches du quartier où il habite. C'est en première, à l'âge de 16 ans, qu'il commence à écrire et enregistrer en compagnie de Rilès dans son home studio. Il sort son premier morceau sur YouTube en 2016, Cramé au quartier, qu'il enregistre avec Rilès. Il apparaît ensuite dans des featurings avec Younès, autre rappeur et ami d'enfance de Lionel, dans les années suivantes. En 2018 Leone voyage à Montréal ,pour enrichir ses inspirations et y enregistre plusieurs morceaux qu’on retrouvera dans son premier projet Pourquoi nous.

### Controverse
Le 22 février 2019 Leone sort sur YouTube le titre Plein les poches en featuring avec ANG. Le son se retrouve rapidement au cœur d'un buzz, seulement 2 mois après sa sortie. En effet le certain morceau Médicament présent sur l'album Mr Sal de Niska et en featuring avec le célèbre Booba est accusé de plagier celui de Leone. De nombreux fans accusent sur les réseaux sociaux les deux rappeurs d'avoir copié le jeune Leone que ce soit mélodiquement ou même lyriquement. La phrase "Elle veut savoir mes secrets, la nuit je dors près du canon" est notamment totalement calquée sur le morceau de Leone. Finalement le rappeur rouennais n'en a pas voulu aux deux interprètes de Médicament. «Leur son est meilleur que le mien, ils l’ont bonifié » avoue même Leone dans une interview. Cette étape aura accordé au rappeur un peu de visibilité et fera culminer le clip de Plein les poches à 500 000 vues sur YouTube. Cela aura aussi permit au rappeur de garder le contact avec Niska. Les deux se sont d'ailleurs rencontrés et une vidéo immortalise ce moment sur X (Twitter).

### Carrière
Leone signe dès 2019 dans le label de Rilès, Rilèsundayz. Cela lui permet d'ouvrir son esprit artistique et de pouvoir réaliser ce qu'il ne pouvait pas avant comme des clips bien produits. Garcimore est son premier clip qui apparaît sous Rilèsundayz. En janvier 2020 sort le projet Pourquoi nous, un EP de 8 titres dans lequel la qualité des morceaux, textuelle et auditive, s'est nettement améliorée. En novembre 2020 Leone enchaîne et sort un deuxième EP intitulé Vibes, composé de 4 nouveaux titres dont 2 clippés.
La série de sorties continue avec la mise en ligne de Family Business, Vol.1, un projet commun rassemblant tous les artistes (rappeurs, producteurs et beatmakers) du label Rilèsundayz, en janvier 2021. Ce projet permet de réunir les amis d'enfance que sont Leone, Rilès et Younès et de partager une musique unique, propre à l'image du label indépendant. Un mois après sort Supernova, un EP présentant 5 nouveaux titres dont Chouchou des nanas en collaboration avec Prototype qui deviendra le deuxième clip le plus regardée de la chaîne de Leone derrière Plein les poches.
En 2022 Leone ne sort qu'un seul projet nommé Polygonia. Cet EP composé de 4 titres est très axé sur la mélodie. Leone évoque l'amour ainsi que ses relations avec les femmes, ce dont il ne parlait pas forcément auparavant.
Durant cette année il organise également ce qu'il appelle "l'anti-tournée": ce stratagème consiste à faire une "troisième partie" à la fin des concerts d'autres rappeurs et de proposer un show court et gratuit avec une petite scène, des enceintes et des barrières de sécurité . En récupérant le public de ses concurrents le jeune rouennais réussit à se faire connaître à la sortie des concerts de Damso, Disiz ou Tiakola pour ne citer qu'eux. L'anti-tournée est très médiatisée et un court reportage est réalisé par Brut en suivant Leone dans son aventure.
En 2023 le rappeur dévoile son tout premier album Eclipse composé de 10 titres dont un featuring avec So La Lune.

## Discographie

### Album
1. 2023 : Éclipse
  1. Griffith
  2. Minimum
  3. Billet de 5 (feat. So La Lune)
  4. Marchand de sable
  5. Shwarks interlude (Berk!)
  6. L'olivier
  7. Eclipse
  8. Binks 2 (feat. Terry)
  9. Calme
  10. J'essaye

### EP's
2020 : Pourquoi nous
1. Fly
2. Binks (feat. Terry)
3. Démoniaque
4. Interlude
5. La bagarre
6. Amour noir
7. Vida Loca
8. Pourquoi nous

2020 : Vibes
1. Los Angeles
2. Minuit
3. Whisky
4. Dernier appel

2021 : Supernova
1. Guerilla
2. Chouchou des nanas (feat. Prototype)
3. Etoiles
4. Pinocchio
5. Deux heures

2022 : Polygonia
1. Trapsoul (feat. Lafleyne)
2. Polygonia
3. Tentation + Cardigan
4. Acacia

### Singles studios
- 2019 : Binks (feat. Terry)
- 2019 : Pourquoi nous
- 2020 : Neptune
- 2020 : Los Angeles
- 2021 : Rari
- 2021 : Wallet
- 2022 : Noir c'est noir (Accacia)
- 2022 : Basket Corteiz
- 2023 : Billet de 5 (feat. So La Lune)

### Apparitions
- 2019 : Mamood (feat. Leone, Crimson, Junior Freeman, DMT) - Hood Story
- 2020 : Juanito CBG (feat. Leone) - Feeling
- 2020 : Rilès (feat. Leone, Younès) - Clique
- 2021 : Rilès (feat. Leone) - Pick it up
- 2022 : Carmeline (feat. Leone) - Zahir